# Горін Олег Андрійович
Олег Андрійович Горін (нар. 2 лютого 2000) — український футболіст, опорний півзахисник «Минаю».

## Клубна кар'єра
Вихованець молодіжних академій «Карпат» та «Львова». Дорослу футбольну кар'єру розпочав у сезоні 2016/17 років у складі «Львова», який виступав у аматорському чемпіонаті України (провів 8 матчів). На початку сезону 2017/18 років перебував у заявці «городян» на Другу лігу. У 2017 році перейшов до «Вереса», де грав в юніорському чемпіонаті України. Також провів 3 матчі за молодіжну команду рівнян. За першу команду «Вереса» дебютував 20 вересня 2017 року в переможному (2:1, овертайм) виїзному поєдинку кубку України проти волочиського «Агробізнеса». Олег вийшов на поле на 112-й хвилині, замінивши Едгара Капарроса. Напередодні старту сезону 2018/19 років повернувся до «Львова», де виступав за юніорську та молодіжну команду клубу.
11 липня 2019 року підписав 4-річний контракт з «Ягеллонією». У футболці білостоцького клубу дебютував 8 листопада 2019 року в програному (1:3) виїзному поєдинку 15-го туру Екстракляси проти П'яста. Горін вийшов на поле на 58-й хвилині, замінивши Патрика Клималу, а на 61-й хвилині отримав жовту картку. Цей матч виявився єдиним для Олега в складі польського клубу. У липні 2020 року, разом з українським нападником Орестом Ткачуком, залишив «Ягеллонію» вільним агентом.

## Кар'єра в збірній
17 березня 2018 року отримав дебютний виклик до юнацької збірноїУкраїни (U-18) на тренувальний збір, в рамках якого українська збірна повинна була зіграти проти однолітків з Австрії. На початку травня 2018 року опинився в списку гравців команди U-18, яких викликали на міжнародний товариський турнір «Кубок Словаччини». На вище вказаному турнірі дебютував за юнацьку збірну U-18 в програному (0:3) поєдинку проти юнацької збірної Чехії U-18, де вийшов на поле в стартовому складі. Також виходив на поле в поєдинку проти однолітків з Казахстану та Уельсу.
На початку жовтня 2019 року отримав виклик до юнацької збірної України (U-19) на матчі кваліфікації чемпіонату Європи. Дебютував за команду U-19 10 жовтня того ж року в переможному (1:0) домашньому поєдинку проти юнацької збірної Албанії (U-19). Олег вийшов на поле в стартовому складі та відіграв увесь матч. Востаннє футболку юнацької збірної України (U-19) одягав 26 березня 2019 року в переможному (5:2) виїзному поєдинку кваліфікації чемпіонату Європи проти однолітків з Бельгії. Горін вийшов на поле в стартовому складі, а на 86-й хвилині його замінив Артем Бондаренко. Загалом за команду U-19 зіграв 5 поєдинків.